# Varaždin (provincie)

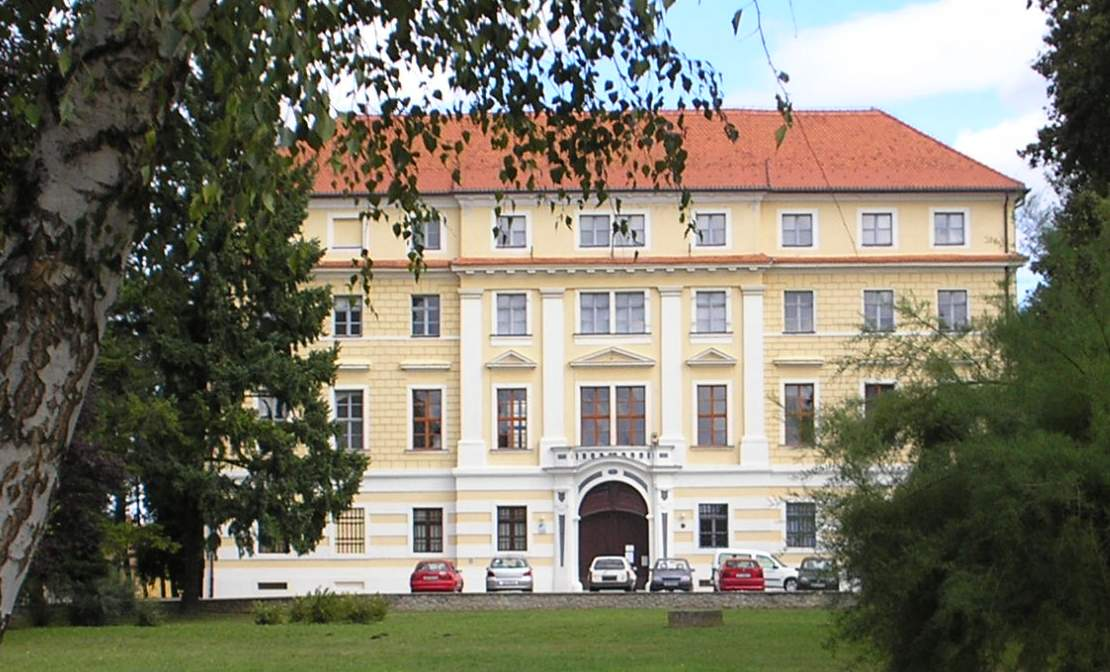
Kasteel Batthyany in Ludbreg

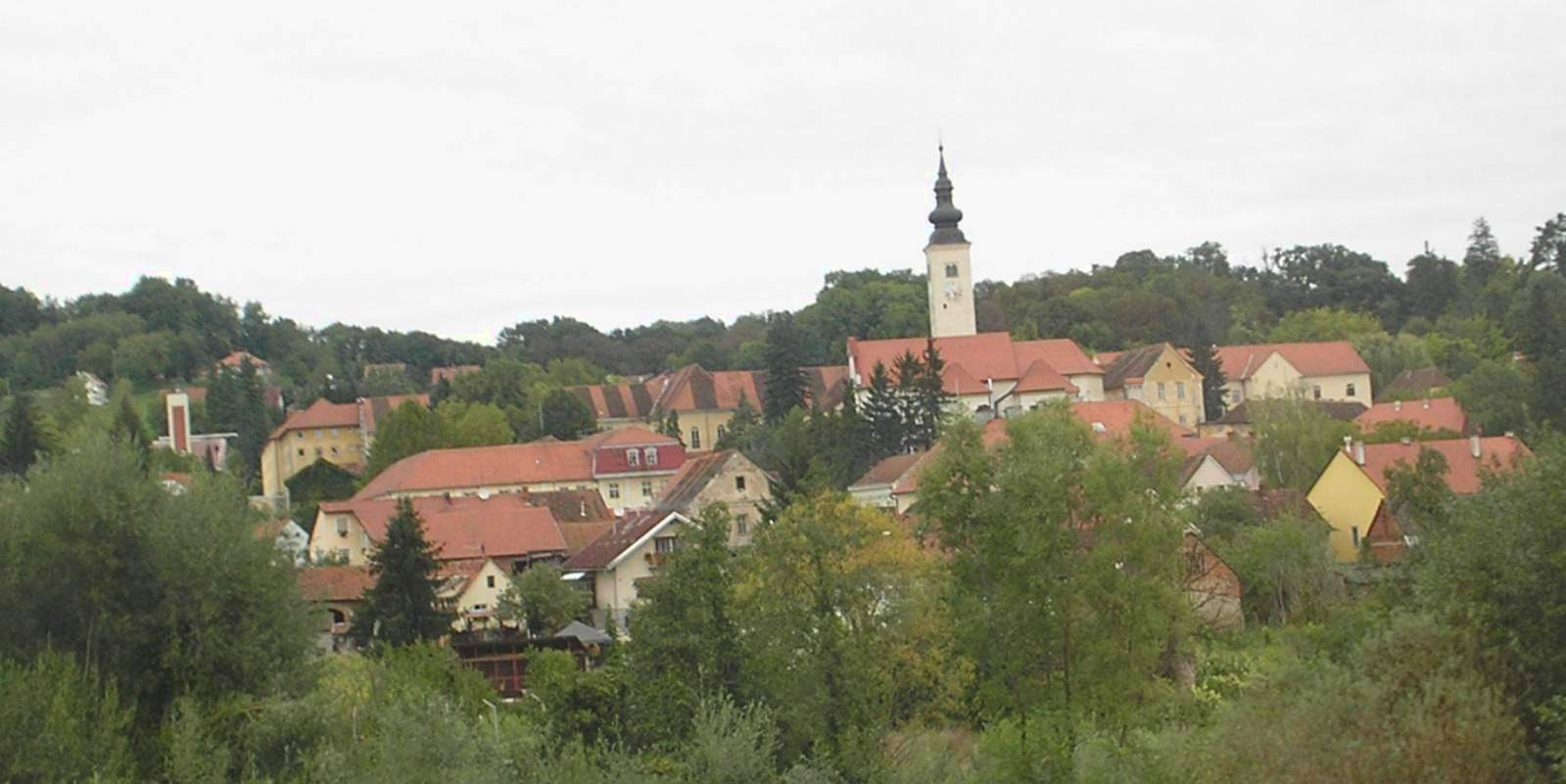
Varaždinske Toplice

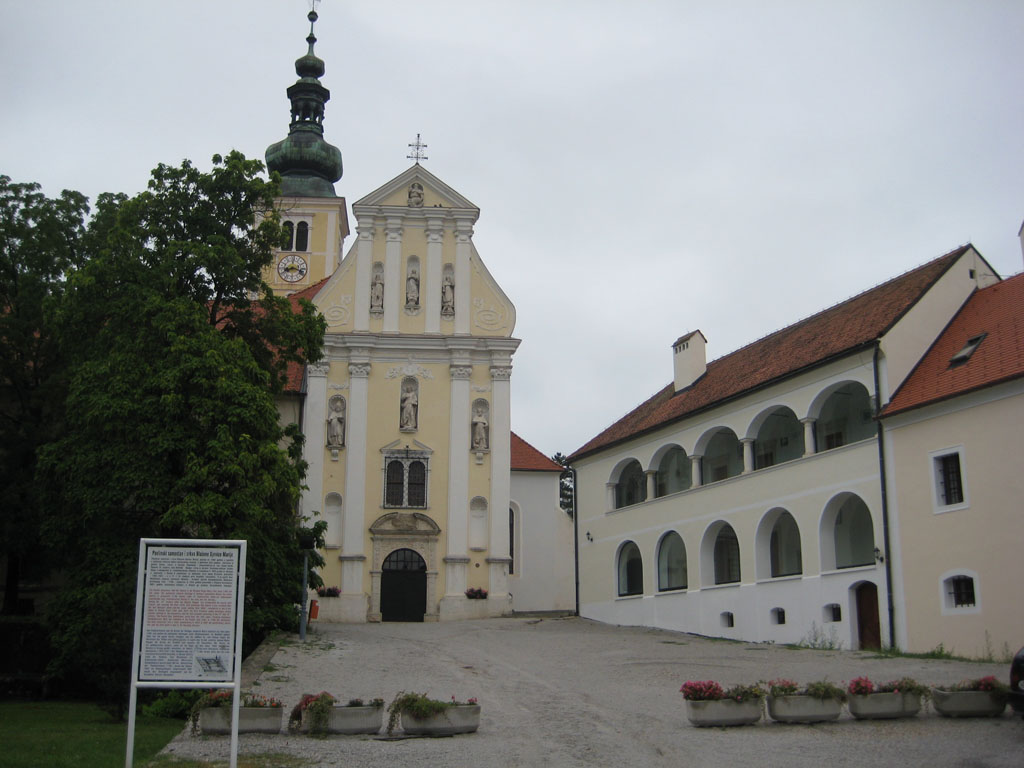
Lepoglava

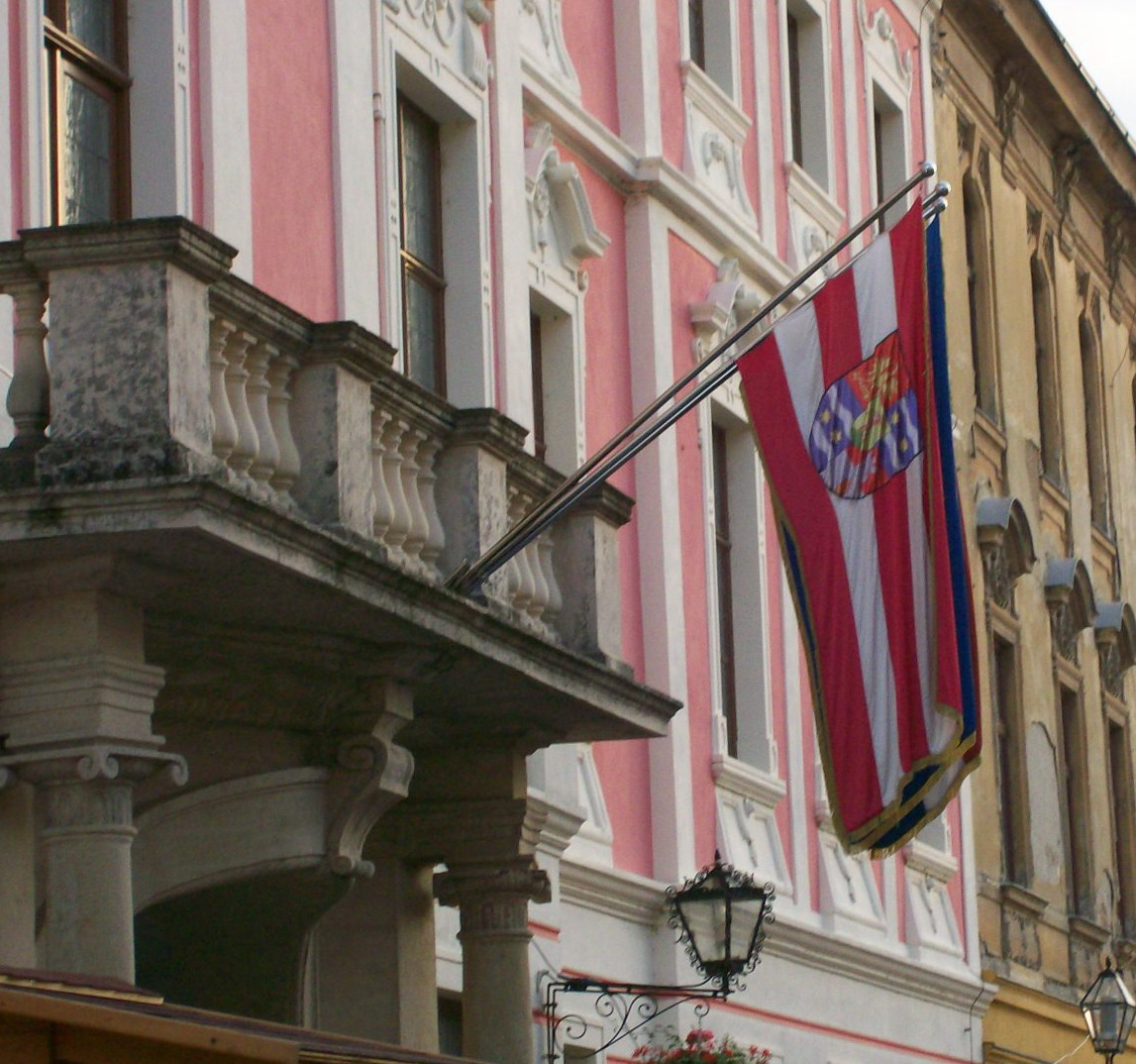
Wapperende vlag van Varaždin

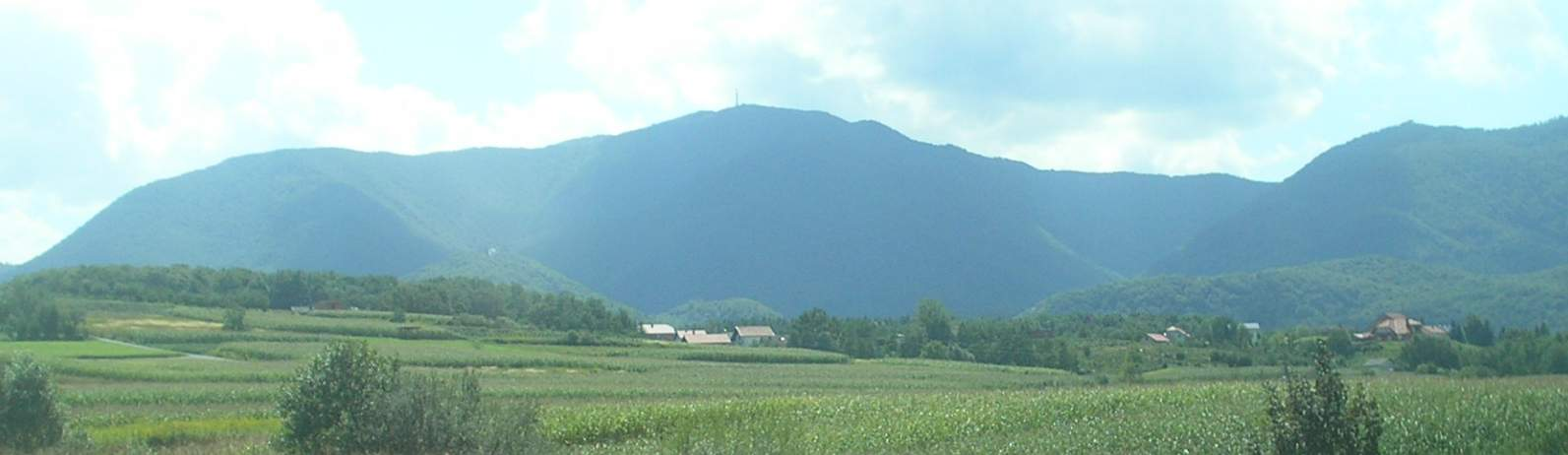
De berg Ivanščica

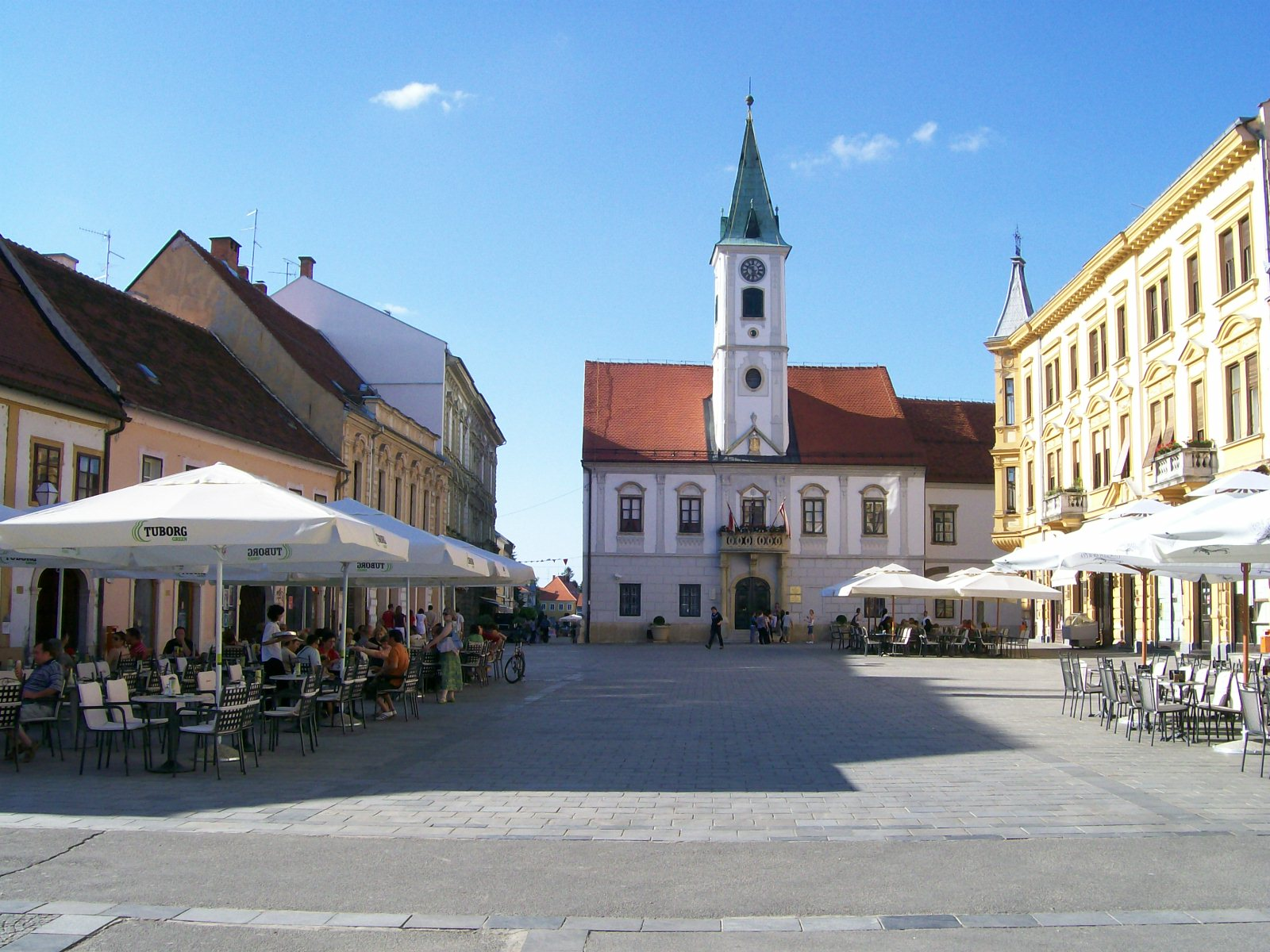
Korzo in de stad Varaždin

Varaždin (Kroatisch: Varaždinska županija) is een provincie in het noorden van Kroatië vlak bij de grens met Slovenië en Hongarije. Varaždin is vernoemd naar de hoofdstad van de provincie, Varaždin.

## Geografie
De provincie beslaat een gebied van 1261 km², dat bewoond wordt door 183.730 mensen (2001). Het behoort tot de streek van Hrvatsko Zagorje.
De belangrijkste plaatsen in Varaždin zijn Varaždin, Ivanec, Ludbreg, Lepoglava, Novi Marof en Varaždinske Toplice. Daarnaast zijn er 22 gemeenten.
Varaždin grenst aan de provincie Međimurje in het noorden, de provincie Krapina-Zagorje in het zuidwesten, de provincie Zagreb in het zuiden en de provincie Koprivnica-Križevci in het zuidoosten.

## Verkeer
De snelweg A4 gaat door de provincie, zodat Varaždin via de snelweg in verbinding staat met Hongarije in het noorden en Zagreb in het zuiden. De A4 heeft afslagen in Varaždin, Varaždinske Toplice en Novi Marof. Van west naar oost loopt er een weg langs de Drava die toegang geeft tot Maribor (Slovenië) en Osijek. Het verouderde treinspoor sluit de provincie aan met Zagreb in het zuiden, Čakovec en Boedapest in het noorden en Koprivnica in het oosten.

## Economie
Varaždin is een belangrijk Kroatisch industrieel en commercieel gebied en heeft een sterke economie. De hoge kwaliteit van de geleverde producten en diensten door regionale firma's in dit gebied zorgt mede voor de recente economische ontwikkeling van Kroatië. De economie van Varaždin rust op productie, met name de volgende industriële sectoren: melkproducten, drankproductie, het inpakken van vleesproducten, kleding en textiel, metaalbewerkingsindustrie, leren schoenen en de productie van houten meubels van hoge kwaliteit en andere houtproducten.

## Bestuurlijke indeling
Varaždin is onderverdeeld in:
- De provinciehoofdstad Varaždin
- De stad Ludbreg
- De stad Lepoglava
- De stad Ivanec
- De stad Novi Marof
- De stad Varaždinske Toplice
- De gemeente Bednja
- De gemeente Beretinec
- De gemeente Breznica
- De gemeente Breznički Hum
- De gemeente Cestica
- De gemeente Donja Voća
- De gemeente Donji Martijanec
- De gemeente Gornji Kneginec
- De gemeente Jalžabet
- De gemeente Klenovnik
- De gemeente Ljubešćica
- De gemeente Mali Bukovec
- De gemeente Maruševec
- De gemeente Petrijanec
- De gemeente Sračinec
- De gemeente Sveti Đurđ
- De gemeente Sveti Ilija
- De gemeente Trnovec Bartolovečki
- De gemeente Veliki Bukovec
- De gemeente Vidovec
- De gemeente Vinica
- De gemeente Visoko

## Provinciale regering
- Huidige Župan (prefect): Predrag Štromar (HNS)
- vice-župan: Alen Kišić (SDP)
- vice-župan: Alan Košić (HNS)

De regionale assemblee, met Vladimir Stolnik (HNS) als voorzitter, bestaat uit 41 vertegenwoordigers van de volgende partijen:
- HNS-HSLS-SHUS 22 (?)
  - Kroatische Volkspartij (HNS)
  - Kroatische Sociaal Liberale Partij (HSLS)
- HSS-SDP-HUS-LS 11
  - Kroatische Boerenpartij (HSS)
  - Sociaaldemocratische Partij van Kroatië (SDP)
  - Liberale Partij (LS)
- HDZ-HKDU-DC 8
- Kroatische Democratische Unie (HDZ)
- Democratisch Centrum (DC)
- Kroatische Christelijke Democratische Unie (HKDU)

Gebaseerd op de verkiezingsuitslagen van 2005.